# Epitola cercene
Epitola cercene är en fjärilsart som beskrevs av William Chapman Hewitson 1873. Epitola cercene ingår i släktet Epitola och familjen juvelvingar. Inga underarter finns listade i Catalogue of Life.